# Lindsaea monosora
Lindsaea monosora là một loài dương xỉ trong họ Lindsaeaceae. Loài này được Copel. mô tả khoa học đầu tiên năm 1908.
Danh pháp khoa học của loài này chưa được làm sáng tỏ. 